# Zrinski Topolovac
 Zrinski Topolovac  è un comune della Croazia di 1 000 abitanti della regione di Bjelovar e della Bilogora.